# 浅茅野駅

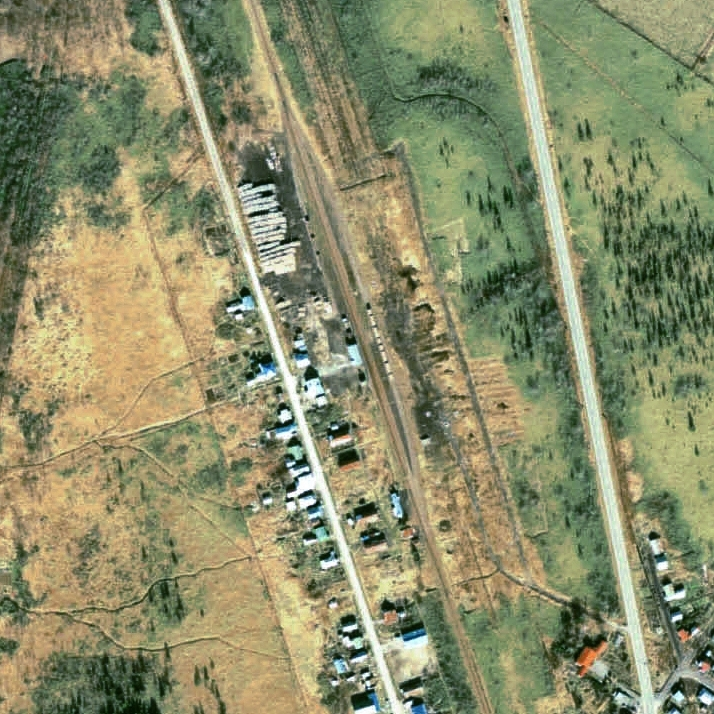
1977年の浅茅野駅と周囲約500m範囲。上が南稚内方面。相対式ホーム2面2線、副本線、駅舎横の南稚内側に貨物ホームと引込み線をもつ。この時点では相対側ホームが既に撤去されて実質駅舎側の単式ホーム1面使用となっているようである。駅舎横と駅裏のストックヤードには、まだ貨物が野積みされており、貨物列車が留置されている。かつては近くを流れる猿払川上流の支流セキタンベツ川沿いの炭坑で採炭された石炭の出荷駅でもあった。
その後1983年の時点で、中線風に残されていたかつての2番線の分岐が切られて放置されているのが確認されている。また廃止前までに他の側線も全て撤去された。

浅茅野駅（あさじのえき）は、北海道（宗谷支庁）宗谷郡猿払村字浅茅野にかつて存在した、北海道旅客鉄道（JR北海道）天北線の駅（廃駅）である。電報略号はチノ。事務管理コードは▲121910。

## 歴史
- 1919年（大正8年）11月1日：鉄道院宗谷本線の浜頓別駅 - 当駅間延伸開通に伴い、開業[4]。一般駅[1]。
- 1920年（大正9年）11月1日：当駅 - 鬼志別駅間の延伸開通に伴い、中間駅となる[4]。
- 1930年（昭和5年）4月1日：音威子府駅 - 稚内駅間を宗谷本線から分割し路線名を北見線に改称、それに伴い同線の駅となる[4]。
- 1949年（昭和24年）6月1日：公共企業体である日本国有鉄道に移管。
- 1961年（昭和36年）4月1日：路線名を天北線に改称、それに伴い同線の駅となる[4]。
- 1973年（昭和48年）9月17日：出札・改札業務を業務委託化[5][6]。
- 1982年（昭和57年）6月1日：貨物・荷物の取り扱いを廃止し[7]、交換設備を撤去。同時に無人化[8]。
- 1987年（昭和62年）4月1日：国鉄分割民営化により、北海道旅客鉄道（JR北海道）の駅となる[4]。
- 1989年（平成元年）5月1日：天北線の全線廃止に伴い、廃駅となる[4]。

### 駅名の由来
1973年に国鉄北海道総局が発行した『北海道　駅名の起源』では「この付近には泥炭地が多く、たけの低いカヤが生えているので」名付けたとしている。

## 駅構造
廃止時点で、1面1線の単式ホームを有する地上駅であった。ホームは、線路の西側（南稚内方面に向かって左手側）に存在した。かつては、2面2線の相対式ホームを有する列車交換が可能な交換駅であった。1983年（昭和58年）時点では、使われなくなった外側の1線は交換設備運用廃止後も側線として残っていた。そのほか本線の南稚内方から分岐し駅舎北側の切欠き部分の貨物ホームへの貨物側線を1線、また本線の音威子府方から分岐した分岐器が撤去され、途中に車止めの置かれた行き止まりの側線を1線有していた。
無人駅となっていたが、有人駅時代の駅舎が残っていた。駅舎は構内の西側に位置し、ホーム中央部分に接していた。木造板張りの駅舎であった。

## 利用状況
乗車人員の推移は以下のとおり。年間の値のみ判明している年については、当該年度の日数で除した値を括弧書きで1日平均欄に示す。乗降人員のみが判明している場合は、1/2した値を括弧書きで記した。
| 年度               | 乗車人員 | 乗車人員 | 出典   | 備考                      |
| 年度               | 年間     | 1日平均  | 出典   | 備考                      |
| ------------------ | -------- | -------- | ------ | ------------------------- |
| 1978年（昭和53年） |          | 60       | [ 10 ] |                           |
| 1981年（昭和56年） |          | (26.0)   | [ 2 ]  | 1日当たりの乗降客数は52人 |

## 駅周辺
低い萱が茂る湿地帯で、原始林に囲まれていた。
- 北海道道732号上猿払浅茅野線
- 国道238号（オホーツクライン）[11]
- 浅茅野郵便局 - 旧駅舎の前に位置した[2]。
- 浅茅野小学校
- 猿払川 - 駅から北に約1km。川を渡るプレートガーダー橋がそのままサイクリングロードに転用されている[12]。
- 瓢箪沼 - 駅から南に約2km[2]。
- カムイト沼
- モケウニ沼
- 宗谷バス天北宗谷岬線「浅茅野」停留所

## 駅跡
周辺の線路跡は、浜頓別駅跡から猿払駅跡までが「北オホーツクサイクリングロード」に転用されている。
2001年（平成13年）時点では、交流センターの裏手にホームだけ残存していた。2010年（平成22年）時点でも同様であった。
また、駅名標の枠から取り外された駅名表示部分は、鬼志別駅跡に建築された「鬼志別バスターミナル」1階の天北線の資料展示室に保存・展示されている。

## 隣の駅
北海道旅客鉄道
天北線
飛行場前駅 - 浅茅野駅 - 猿払駅